# Lijst van voetbalinterlands Peru - Verenigde Staten
Deze lijst van voetbalinterlands is een overzicht van alle officiële voetbalwedstrijden tussen de nationale teams van Peru en de Verenigde Staten. De landen speelden tot op heden zeven keer tegen elkaar. De eerste ontmoeting, een vriendschappelijke wedstrijd, werd gespeeld in East Rutherford op 4 juni 1989. Het laatste duel, eveneens een vriendschappelijke wedstrijd, vond plaats op 16 oktober 2018 in East Hartford.

## Wedstrijden
| № | Plaats          | Datum            | Competitie             | Wedstrijd               | Uitslag |
| - | --------------- | ---------------- | ---------------------- | ----------------------- | ------- |
| 1 | East Rutherford | 4 juni 1989      | Vriendschappelijk      | Verenigde Staten – Peru | 3 – 0   |
| 2 | Mission Viejo   | 26 mei 1993      | Vriendschappelijk      | Verenigde Staten – Peru | 0 – 0   |
| 3 | Lima            | 16 oktober 1996  | Vriendschappelijk      | Peru – Verenigde Staten | 4 – 1   |
| 4 | San Diego       | 17 januari 1997  | Vriendschappelijk      | Verenigde Staten – Peru | 0 – 1   |
| 5 | Miami           | 16 februari 2000 | CONCACAF Gold Cup 2000 | Peru – Verenigde Staten | 0 – 1   |
| 6 | Washington D.C. | 4 september 2015 | Vriendschappelijk      | Verenigde Staten − Peru | 2 − 1   |
| 7 | East Hartford   | 16 oktober 2018  | Vriendschappelijk      | Verenigde Staten − Peru | 1 − 1   |

## Samenvatting
| Competitie        | Totaal gespeeld | Winst Peru | Gelijk | Winst Verenigde Staten | Doelsaldo Peru – Verenigde Staten |
| ----------------- | --------------- | ---------- | ------ | ---------------------- | --------------------------------- |
| CONCACAF Gold Cup | 1               | 0          | 0      | 1                      | 0 − 1                             |
| Vriendschappelijk | 6               | 2          | 2      | 2                      | 7 − 7                             |
| Totaal            | 7               | 2          | 2      | 3                      | 7 – 8                             |

## Details

### Eerste ontmoeting
| Vriendschappelijk (East Rutherford, Verenigde Staten, 4 juni 1989):                                                                                      |              | |
| Verenigde Staten | 3 – 0        | Peru |
| Brian Bliss 14' Tab Ramos 19' Bruce Murray 44' | goals        | |
| Joseph Machnik | bondscoach   | José Macía |
| Tony Meola John Stollmeyer Brian Bliss Jim Banks Steve Trittschuh Mike Windischmann Bruce Murray 46' John Harkes Tab Ramos Eric Eichmann Philip Gyau 46' | opstellingen | 46' Gustavo González Percy Olivares Jorge Olaechea Jorge Arteaga Carlos Guido 54' Francesco Manassero 46' Juan Reynoso José Del Solar César Rodríguez 69' Martín Dall'Orso 80' Eduardo Rey Muñoz |
| Jim Gabarra 46' George Pastor 46' | wissels      | 46' Jesús Purizaga 46' Alfonso Yáñez 54' Luis Reyna 69' César Loyola 80' Carlos Torres |

### Tweede ontmoeting
| Vriendschappelijk (Mission Viejo, Verenigde Staten, 26 mei 1993): |              | |
| Verenigde Staten | 0 – 0        | Peru |
| | goals        | |
| Bora Milutinović | bondscoach   | Vladimir Popović |
| Tony Meola Fernando Clavijo Desmond Armstrong Cle Kooiman Paul Caligiuri 46' Brian Quinn 64' Chris Henderson Bruce Murray 46' Joe-Max Moore 84' Dominic Kinnear Roy Wegerle | opstellingen | Miguel Miranda Jorge Soto Juan Reynoso Percy Olivares José Soto José Carranza Juan Bazalar Pablo Zegarra 69' Álvaro Barco 74' Flavio Maestri Julio Rivera |
| Jeff Agoos 46' Cobi Jones 46' Alexi Lalas 64' Mark Chung 84' | wissels      | 69' Marío Rodríguez 74' Andrés González |

### Derde ontmoeting
| Vriendschappelijk (Lima, Peru, 16 oktober 1996):                                |       |                  |
| Peru                                                                            | 4 – 1 | Verenigde Staten |
| Roberto Palacios 34' Percy Olivares 67' Paolo Maldonado 73' Nolberto Solano 83' | goals | 44' Dario Brose  |

### Vierde ontmoeting
| Vriendschappelijk (San Diego, Verenigde Staten, 17 januari 1997): |       |                 |
| Verenigde Staten                                                  | 0 – 1 | Peru            |
|                                                                   | goals | 8' Germán Carty |

### Vijfde ontmoeting
| CONCACAF Gold Cup 2000 (Miami, Verenigde Staten, 16 februari 2000):                                                                                              |              | |
| Peru | 0 – 1        | Verenigde Staten |
| | goals        | 59' Cobi Jones |
| Francisco Maturana | bondscoach   | Bruce Arena |
| Oscar Ibáñez Juan Reynoso Marcial Salazar 65' César Rebosio Juan Jayo Roberto Palacios Roberto Holsen 71' Jorge Soto Abel Lobatón José Del Solar Henry Quinteros | opstellingen | Brad Friedel Greg Vanney Eddie Pope Carlos Llamosa Eddie Lewis Chris Armas Claudio Reyna 78' Cobi Jones Jovan Kirovski 72' Eric Wynalda 81' Brian McBride |
| Ysrael Zúñiga 65' Germán Pinillos 71' | wissels      | 72' C.J. Brown 78' Ben Olsen 81' Ante Razov |
| Juan Jayo 50' | gele kaarten | 45' Brian McBride |
| Ysrael Zúñiga 70', 77' | rode kaarten | |

FPF · A-internationals · Selecties · Bondscoaches · Statistieken · Peruviaans vrouwenelftal · Olympisch elftal · Peru U21 · Peru U20 · Peru U19 · Peru U18 · Peru U17
1920 – 1929 ·
1930 – 1939 ·
1940 – 1949 ·
1950 – 1959 ·
1960 – 1969 ·
1970 – 1979 ·
1980 – 1989 ·
1990 – 1999 ·
2000 – 2009 ·
2010 – 2019 ·
2020 – 2029
WK 1930 · 
WK 1970 · 
WK 1978 · 
WK 1982 · 
WK 2018
OS 1936 · 
OS 1960
1927 · 
1928 · 
1929 · 
1930 · 
1931 · 1932 · 1933 · 1934 · 
1935 · 
1936 · 
1937 · 
1938 · 
1939 · 
1940 · 
1941 · 
1942 · 
1943 · 1944 · 1945 · 1946 · 
1947 · 
1948 · 
1949 · 
1950 · 1951 · 
1952 · 
1953 · 
1954 · 
1955 · 
1956 · 
1957 · 
1958 · 
1959 · 
1960 · 
1961 · 
1962 · 
1963 · 
1964 · 
1965 · 
1966 · 
1967 · 
1968 · 
1969 · 
1970 · 
1971 · 
1972 · 
1973 · 
1974 · 
1975 · 
1976 · 
1977 · 
1978 · 
1979 · 
1980 · 
1981 · 
1982 · 
1983 · 
1984 · 
1985 · 
1986 · 
1987 · 
1988 · 
1989 · 
1990 · 
1991 · 
1992 · 
1993 · 
1994 · 
1995 · 
1996 · 
1997 · 
1998 · 
1999 · 
2000 · 
2001 · 
2002 · 
2003 · 
2004 · 
2005 · 
2006 · 
2007 · 
2008 · 
2009 · 
2010 · 
2012 · 
2012 · 
2013 · 
2014 · 
2015 · 
2016 · 
2017 · 
2018 · 
2019 · 
2020 · 
2021 ·
2022 ·
2023 ·
2024
Algerije ·
Argentinië ·
Armenië ·
Australië ·
België ·
Bolivia ·
Brazilië ·
Bulgarije ·
Canada ·
Chili ·
China ·
Colombia ·
Costa Rica ·
Denemarken ·
Dominicaanse Republiek ·
Duitsland ·
Ecuador ·
El Salvador ·
Engeland ·
Finland ·
Frankrijk ·
Guatemala ·
Haïti ·
Honduras ·
Hongarije ·
IJsland · 
India ·
Irak ·
Iran ·
Italië ·
Jamaica ·
Japan ·
Joegoslavië ·
Kameroen ·
Kroatië ·
Marokko ·
Mexico ·
Nederland ·
Nicaragua ·
Nieuw-Zeeland ·
Nigeria ·
Oostenrijk ·
Panama ·
Paraguay ·
Polen ·
Qatar ·
Roemenië ·
Saoedi-Arabië ·
Schotland ·
Slowakije ·
Sovjet-Unie ·
Spanje ·
Trinidad en Tobago ·
Tsjechië ·
Tunesië ·
Uruguay ·
Venezuela ·
Verenigde Arabische Emiraten ·
Verenigde Staten ·
Wit-Rusland ·
Zuid-Korea ·
Zweden ·
Zwitserland
Australië (2018) ·
Denemarken (2018) ·
Frankrijk (2018) ·
Italië (1982) · 
Kameroen (1982) · 
Polen (1982)
USSF · A-internationals · Selecties · Bondscoaches · Amerikaans vrouwenelftal · Olympisch elftal · USA -21 · USA -20 · USA -19 · USA -18 · USA -17
1885 – 1919 · 
1920 – 1929 · 
1930 – 1939 · 
1940 – 1949 · 
1950 – 1959 · 
1960 – 1969 · 
1970 – 1979 · 
1980 – 1989 · 
1990 – 1999 · 
2000 – 2009 · 
2010 – 2019 ·
2020 − 2029
CA 1993 · 
CA 1995 · 
CA 2007 · 
CA 2016
CC 1992 · 
CC 1999 · 
CC 2003 · 
CC 2009
WK 1930 · 
WK 1934 · 
WK 1950 · 
WK 1990 · 
WK 1994 · 
WK 1998 · 
WK 2002 · 
WK 2006 · 
WK 2010 · 
WK 2014
OS 1904 · 
OS 1924 · 
OS 1928 · 
OS 1936 · 
OS 1948 · 
OS 1952 · 
OS 1956 · 
OS 1972 · 
OS 1984 · 
OS 1988 · 
OS 1992 · 
OS 1996 · 
OS 2000 · 
OS 2008
Algerije ·
Antigua en Barbuda ·
Argentinië ·
Armenië ·
Australië ·
Azerbeidzjan ·
Barbados ·
België ·
Belize ·
Bermuda ·
Bolivia ·
Bosnië en Herzegovina ·
Brazilië ·
Canada ·
Chili ·
China ·
Colombia ·
Costa Rica ·
Cuba ·
Curaçao ·
Denemarken ·
DDR ·
Duitsland ·
Ecuador ·
Egypte ·
El Salvador ·
Engeland ·
Estland ·
Finland ·
Frankrijk ·
Ghana ·
GOS ·
Grenada ·
Griekenland ·
Guatemala ·
Guyana ·
Haïti ·
Honduras ·
Hongarije ·
Ierland ·
IJsland ·
Iran ·
Israël ·
Italië ·
Ivoorkust ·
Jamaica ·
Japan ·
Joegoslavië ·
Kaaimaneilanden ·
Kameroen ·
Koeweit ·
Letland ·
Liechtenstein ·
Luxemburg ·
Malta ·
Marokko ·
Martinique ·
Mexico ·
Moldavië ·
Nederland ·
Nederlandse Antillen ·
Nicaragua ·
Nieuw-Zeeland ·
Nigeria ·
Noord-Ierland ·
Noord-Korea ·
Noord-Macedonië ·
Noorwegen ·
Oekraïne ·
Oezbekistan ·
Oman ·
Oostenrijk ·
Panama ·
Paraguay ·
Peru ·
Polen ·
Portugal ·
Puerto Rico ·
Qatar ·
Roemenië ·
Rusland ·
Saint Kitts en Nevis ·
Saint Vincent en de Grenadines ·
Saoedi-Arabië ·
Schotland ·
Servië ·
Slovenië ·
Slowakije ·
Sovjet-Unie ·
Spanje ·
Thailand ·
Trinidad en Tobago ·
Tsjechië ·
Tsjecho-Slowakije ·
Tunesië ·
Turkije ·
Uruguay ·
Venezuela ·
Wales ·
Zuid-Afrika ·
Zuid-Korea ·
Zweden ·
Zwitserland
Algerije (2010) ·
België (2014) ·
Brazilië (2009, 2) ·
Duitsland (2014) ·
Engeland (2010) ·
Ghana (2006) · 
Ghana (2014) · 
Italië (2006) · 
Nederland (2022) ·
Portugal (2014) ·
Slovenië (2010) ·
Tsjechië (2006)